# Hister thibetanus
Hister thibetanus är en skalbaggsart som beskrevs av Sylvain Auguste de Marseul 1857. Hister thibetanus ingår i släktet Hister och familjen stumpbaggar. Inga underarter finns listade i Catalogue of Life.